# Mercat (Alacant)
Mercat és un barri de la ciutat d'Alacant, a l'Alacantí. Limita al nord amb el barri de Campoamor; a l'est, amb el barri de Sant Antoni; al sud, separat per l'avinguda d'Alfons el Savi, amb el barri del Centre; al sud-est, amb el barri de l'Eixample-Diputació; i al nord-oest, amb el barri de Sant Blai-Sant Domènec. En este barri, com el seu nom indica, se troba el Mercat Central. Segons el cens de 2006, té 9.403 habitants (4.314 hòmens i 5.089 dones).